# Взятие Клайпеды
Взятие Клайпеды — фронтовая наступательная операция войск 1-го Прибалтийского фронта в феврале 1945 года в ходе Великой Отечественной войны с целью ликвидации укреплённого района и взятия города Клайпеда (Мемель).

## Военно-оперативная ситуация
В ходе Мемельской наступательной операции с 5 по 22 октября 1944 года Красная Армия вышла на широком фронте к Балтийскому морю и добилась важного стратегического успеха — войска немецкой группы армий «Север» были отрезаны от основных сил вермахта и заблокированы в Курляндском котле. Ширина разрыва между немецкими войсками по побережью Балтийского моря составляла 105 километров.
Примерно посредине этого расстояния находился город Мемель (был аннексирован Германией в 1939 году, современное название — Клайпеда), заранее превращённый немецкими войсками в мощный оборонительный район. В октябре 1944 года советское командование не стало штурмовать его, чтобы не распылять свои силы.
Примерно два месяца Мемель был блокирован с суши. В нём держали оборону три (затем две) немецкие дивизии из состава группы армий «Север». Оборона была устойчивой, потому что с моря вблизи города находится окончание косы Курише-Нерунг (ныне — Куршская коса); ширина пролива между косой и Мемелем составляет менее 2 километров. Через этот пролив гарнизон Мемеля снабжался всем необходимым. Вокруг города были созданы 4 оборонительных рубежа (девять линий траншей) Немецкий гарнизон вёл активную оборону, периодически атакуя блокировавшие город советские части и пытаясь сковать как можно больше войск противника.
Обстановка резко изменилась с началом 13 января 1945 года Восточно-Прусской наступательной операции советских войск. Крайне ожесточённое и огромное по размаху сражение в Восточной Пруссии потребовало от немецкого командования срочного решения задачи по пополнению своих отступавших войск, но брать резервы было негде — в январе 1945 года Красная Армия наступала от Балтики до Югославии. Именно тогда командующим группой армий «Север» генерал-полковником Лотаром Рендуличем и было принято решение очистить Мемель и бросить освободившиеся войска в сражение в Восточной Пруссии.
Командующий войсками советского 1-го Прибалтийского фронта генерал армии И. Х. Баграмян предвидел такую возможность и 22 января поставил войскам задачу не допустить эвакуации Мемельского гарнизона, разгромив его при отходе. Для решения этой задачи на смену блокировавшим Мемель отдельным частям 43-й армии была переброшена из Курляндии 4-я ударная армия генерал-лейтенанта П. Ф. Малышева. Возможно, обнаружение немецкой разведкой прибытия этой армии под Мемель и ускорило развязку событий.
К концу января 1945 года, по данным советского командования, в Мемеле оборонялись 95-я и 58-я немецкие пехотные дивизии, 3 охранных полка, 6 охранных и крепостных батальонов, 1 зенитный полк, 1 дивизион штурмовых орудий). По состоянию на 25 января 1945 года в составе клайпедской группировки немцев (по советским данным) насчитывалось 17 300 штыков, 340 орудий и миномётов, 22 танка, много другой военной техники.
Советская 4-я ударная армия к началу операции имела в своём составе 92-й и 19-й стрелковые корпуса, по три стрелковые дивизии в каждом корпусе. Армии придавались части усиления (22-й гвардейский миномётный полк, 1056-й самоходный артиллерийский полк, дивизион бронепоездов). Армию поддерживали часть сил 3-й и 15-й воздушных армий. Общая численность войск к началу операции составила 56 200 человек.

## Начало операции: штурм Мемеля
25 января советские наблюдатели доложили об обнаружении значительных передвижений немецких войск из района переднего края, и о начавшихся в Мемеле сильных взрывах. Очевидно, немецкие войска начали отход и эвакуацию гарнизона на косу Курише-Нерунг. Баграмян поставил задачу на следующий день перейти в наступление.
26 января части 4-й ударной армии перешли в наступление на мемельский укрепрайон с севера. Наступление началось не утром, как обычно, а в 17-00 часов вечера. Немецкие части прикрытия оказывали упорное сопротивление, сдерживая натиск советских войск на заранее подготовленных долговременных рубежах обороны. Вся местность была густо заминирована. Немецкая оборона была густо насыщена артиллерией и миномётами, кроме того, она поддерживалась огнём мощной артиллерийской группировки с косы через пролив. В первый день наступления продвижение советских войск составило 4 километра. 27 января перешли в наступление все части 4-й ударной армии по всей линии фронта. Особенно успешно действовали части 19-го стрелкового корпуса генерал-майора Д. И. Самарского, который атаковал на считавшемся труднодоступном направлении, стремительно прорвал несколько рубежей обороны и к вечеру прорвался на окраины Мемеля.
Весь день 28 января шёл штурм Мемеля, сопровождавшийся уличными боями. И здесь наибольшего успеха достиг 19-й стрелковый корпус, первым пробившийся в центр города, а затем и в порт. В его составе сражалась на улицах города 16-я Литовская стрелковая дивизия. К вечеру противник полностью очистил город и эвакуировал остатки своих войск на косу. Большая часть немецкой тяжёлой техники и артиллерии, многочисленные склады были уничтожены в ходе боёв или брошены в связи с невозможностью эвакуации. Но практически вся живая сила была эвакуирована, что подтверждается мизерным количеством захваченных пленных.

## Второй этап операции: сражение на косе
Чтобы сорвать дальнейший отход и нанести немецким частям максимальный урон, было принято решение форсировать пролив, высадить советские части на косе Курише-Нерунг и разгромить противника на её северной оконечности. Эта задача была возложена на части 19-го стрелкового корпуса.
Ещё 28 января силами стрелкового полка из состава 32-й стрелковой дивизии была предпринята попытка прорваться на косу, отбитая мощным артиллерийско-миномётным огнём. В ночь на 29 января под прикрытием дымовой завесы 113-му стрелковому полку удалось по льду пробиться на косу и захватить плацдарм. Там немедленно начались ожесточённые бои. Положение осложнялось тем, что тонкий лёд на заливе не выдерживал веса даже артиллерийских орудий, не говоря уже о бронетехнике. Сильным огнём немцы прервали днём 29 января всякое сообщение плацдарма с основными силами, доставка подкреплений и боеприпасов полностью прекратились. Проявляя исключительный героизм, бойцы полка за сутки 29 января отбили 4 контратаки. Для поддержки войск на плацдарме на побережье у Мемеля была спешно развёрнута мощная артиллерийская группировка, которая вела непрерывный огонь через Куршский залив по атакующему противнику.
В ночь на 30 января на плацдарм удалось перебросить части 344-й стрелковой дивизии, при этом артиллерийские орудия и миномёты переправляли по тонкому льду в разобранном виде, а боеприпасы — волоком в отдельных ящиках. С 30 января началось очищение косы. Продвигаясь по узкой косе (ширина от 1 до 3,8 км) на юг, советские войска преодолевали сплошные траншеи от берега до берега (таких рубежей обороны немцы подготовили 9), лесные завалы, густые минные поля. Немцы часто контратаковали — только за сутки 1 февраля были отбиты 4 контратаки. Однако наступление продолжалось и 4 февраля наступавшие части овладели населённым пунктом Заркау (с 1946 — Лесной) у южного окончания косы и соединились с частями 3-го Белорусского фронта. Так Куршская коса была полностью очищена от немецких войск.
Потери советских войск за период боёв с 25 января по 4 февраля составили: убитыми 403 человек и ранеными 1066 человек.
Немецкие данные о потерях своих войск в этой операции пока не установлены. По данным советских войск в «Журналах боевых действий», опубликованных в ОБД «Память народа», за период штурма Мемеля (25-28 января) бойцами 92-го стрелкового корпуса уничтожены до 500 солдат и взяты 4 пленных, бойцами 19-го стрелкового корпуса — уничтожены до 1000 солдат врага и взяты 11 пленных. Потери немцев в технике составили 71 орудие, 12 танков и штурмовых орудий, 31 миномёт, большое количество автотранспорта и военного имущества. За период сражения на Куршской косе с 28 по 31 января уничтожены 175 солдат, взят 1 пленный, с 1 по 4 февраля уничтожено до 300 и взято в плен 45 немецких солдат, 75 орудий и 8 миномётов. Итого было уничтожено почти 2000 немецких солдат и офицеров, взят 61 пленный.

## Итог операции
Основная задача операции (овладение городом Мемель и ликвидация мемельского укрепрайона) была выполнена всего за 3 суток. Но уничтожить немецкие части и сорвать их эвакуацию в целом не удалось. Несмотря на понесённые потери, противнику удалось эвакуировать их сначала на Куршскую косу из Мемеля, а оттуда — в Восточную Пруссию (обе эти дивизии участвовали в обороне Земландского полуострова, 95-я дивизия уничтожена там в феврале 1945 года, а 58-я дивизия погибла в ходе Земландской операции в конце апреля).
Несмотря на быстрое выполнение наступательной задачи, командующий фронтом Баграмян был недоволен действиями 4-й ударной армии, отмечая вялость действий и отсутствие инициативы при преследовании отходящего противника. Фактически перехватить и уничтожить отходящие части не удалось, бой вёлся только с частями прикрытия. Не было предпринято даже попыток перерезать главные пути эвакуации войск из Мемеля на косу.
Взятие Мемеля завершило освобождение территории Литвы от немецких оккупантов. Уже с середины февраля 1945 года на порт Мемеля командование Балтийского флота базировало свыше 100 торпедных и иных катеров, как для блокады с моря Курляндской группировки противника, так и для действий у побережья Восточной Пруссии.